# Élections cantonales de 1992 dans l'Oise
Les élections cantonales ont eu lieu les 22 et 29 mars 1992.
Lors de ces élections, 20 des 41 cantons de l'Oise ont été renouvelés. Elles ont vu la reconduction de la majorité RPR dirigée par Jean-François Mancel, président du conseil général depuis 1985.

## Résultats à l’échelle du département
Répartition départementale des résultats (2e tour).
- PCF (12,25 %)
- PS (17,27 %)
- PRG (1,46 %)
- Verts (5,95 %)
- RPR (27,67 %)
- UDF (19,81 %)
- DVD (6,99 %)
- FN (8,6 %)

| Étiquette      | Étiquette                          | Premier tour | Premier tour | Second tour | Second tour | Sièges |
| Étiquette      | Étiquette                          | Voix         | %            | Voix        | %           | Sièges |
| -------------- | ---------------------------------- | ------------ | ------------ | ----------- | ----------- | ------ |
|                | Parti socialiste                   | 26 422       | 17,30        | 17 075      | 17,27       | 2      |
|                | Parti communiste français          | 16 381       | 10,73        | 12 108      | 12,25       | 2      |
|                | Parti radical de gauche            | 3 157        | 2,07         | 1 445       | 1,46        | 0      |
| Gauche         | Gauche                             | 45 960       | 30,10        | 30 628      | 30,98       | 4      |
|                |                                    |              |              |             |             |        |
|                | Rassemblement pour la République   | 42 651       | 27,93        | 27 355      | 27,67       | 12     |
|                | Front national                     | 21 142       | 13,85        | 8 507       | 8,60        | 0      |
|                | Union pour la démocratie française | 16 788       | 10,99        | 19 585      | 19,81       | 3      |
|                | Divers droite                      | 7 315        | 4,79         | 6 911       | 6,99        | 1      |
| Droite         | Droite                             | 87 896       | 57,56        | 62 358      | 63,07       | 15     |
|                |                                    |              |              |             |             |        |
|                | Les Verts                          | 17 834       | 11,68        | 5 887       | 5,95        | 0      |
|                | Génération écologie                | 1 007        | 0,66         |             |             |        |
| Écologistes    | Écologistes                        | 18 841       | 12,34        | 5 887       | 5,95        | 0      |
|                |                                    |              |              |             |             |        |
| Inscrits       | Inscrits                           | 221 725      | 100,00       | 161 321     | 100,00      |        |
| Abstention     | Abstention                         | 61 962       | 27,95        | 56 942      | 35,30       |        |
| Votants        | Votants                            | 159 763      | 72,05        | 104 379     | 64,70       |        |
| Blancs et nuls | Blancs et nuls                     | 7 066        | 4,42         | 5 506       | 5,28        |        |
| Exprimés       | Exprimés                           | 152 697      | 95,58        | 98 873      | 94,72       |        |

## Résultats par canton

### Canton de Beauvais-Nord-Est
| Candidats      | Candidats           | Étiquette      | Premier tour | Premier tour | Second tour | Second tour |
| Candidats      | Candidats           | Étiquette      | Voix         | %            | Voix        | %           |
| -------------- | ------------------- | -------------- | ------------ | ------------ | ----------- | ----------- |
|                | Michel Gorin*       | UDF            | 2 423        | 34,60        | 3 103       | 49,40       |
|                | André Vaudree       | PS             | 1 920        | 27,42        | 2 358       | 37,54       |
|                | Francis Dufresne    | FN             | 1 057        | 15,10        | 821         | 13,07       |
|                | Isa Ostrowski       | Verts          | 693          | 9,90         |             |             |
|                | Jean-Michel Langlet | PCF            | 500          | 7,14         |             |             |
|                | Lucien Scoffham     | PRG            | 409          | 5,84         |             |             |
|                |                     |                |              |              |             |             |
| Inscrits       | Inscrits            | Inscrits       | 10 068       | 100,00       | 10 066      | 100,00      |
| Abstention     | Abstention          | Abstention     | 2 682        | 26,64        | 3 449       | 34,26       |
| Votants        | Votants             | Votants        | 7 386        | 73,36        | 6 617       | 65,74       |
| Blancs et nuls | Blancs et nuls      | Blancs et nuls | 384          | 5,20         | 335         | 5,06        |
| Exprimés       | Exprimés            | Exprimés       | 7 002        | 94,80        | 6 282       | 94,94       |

*sortant

### Canton de Beauvais-Sud-Ouest
| Candidats      | Candidats               | Étiquette      | Premier tour | Premier tour | Second tour | Second tour |
| Candidats      | Candidats               | Étiquette      | Voix         | %            | Voix        | %           |
| -------------- | ----------------------- | -------------- | ------------ | ------------ | ----------- | ----------- |
|                | Jacques Nehorai*        | RPR            | 3 402        | 36,42        | 4 176       | 49,89       |
|                | Daniel Mortelecq        | PS             | 2 139        | 22,90        | 3 059       | 36,54       |
|                | Katherine d'Herbais     | FN             | 1 331        | 14,25        | 1 136       | 13,57       |
|                | Régis Lecuru            | Verts          | 1 086        | 11,63        |             |             |
|                | Solange Schmitt Trecant | PCF            | 695          | 7,44         |             |             |
|                | Christian Filippi       | PRG            | 687          | 7,36         |             |             |
|                |                         |                |              |              |             |             |
| Inscrits       | Inscrits                | Inscrits       | 13 307       | 100,00       | 13 306      | 100,00      |
| Abstention     | Abstention              | Abstention     | 3 499        | 26,29        | 4 470       | 33,59       |
| Votants        | Votants                 | Votants        | 9 808        | 73,71        | 8 836       | 66,41       |
| Blancs et nuls | Blancs et nuls          | Blancs et nuls | 468          | 4,77         | 465         | 5,26        |
| Exprimés       | Exprimés                | Exprimés       | 9 340        | 95,23        | 8 371       | 94,74       |

*sortant

### Canton de Chantilly
| Candidats      | Candidats         | Étiquette      | Premier tour | Premier tour | Second tour | Second tour |
| Candidats      | Candidats         | Étiquette      | Voix         | %            | Voix        | %           |
| -------------- | ----------------- | -------------- | ------------ | ------------ | ----------- | ----------- |
|                | Jacques Rimbert*  | RPR            | 4 187        | 28,08        | 5 187       | 42,24       |
|                | Patrice Marchand  | UDF            | 3 862        | 25,90        | 5 059       | 41,20       |
|                | Philippe Evrard   | FN             | 2 319        | 15,55        | 2 034       | 16,56       |
|                | Jean Laplace      | Verts          | 1 910        | 12,81        |             |             |
|                | Moira Guilmart    | PS             | 1 504        | 10,09        |             |             |
|                | Serge Macudzinski | PCF            | 1 128        | 7,57         |             |             |
|                |                   |                |              |              |             |             |
| Inscrits       | Inscrits          | Inscrits       | 22 856       | 100,00       | 22 855      | 100,00      |
| Abstention     | Abstention        | Abstention     | 7 512        | 32,87        | 9 660       | 42,27       |
| Votants        | Votants           | Votants        | 15 344       | 67,13        | 13 195      | 57,73       |
| Blancs et nuls | Blancs et nuls    | Blancs et nuls | 434          | 2,83         | 915         | 6,93        |
| Exprimés       | Exprimés          | Exprimés       | 14 910       | 97,17        | 12 280      | 93,07       |

*sortant

### Canton de Chaumont-en-Vexin
| Candidats      | Candidats               | Étiquette      | Premier tour | Premier tour |
| Candidats      | Candidats               | Étiquette      | Voix         | %            |
| -------------- | ----------------------- | -------------- | ------------ | ------------ |
|                | Bernard Renaud*         | RPR            | 3 738        | 50,54        |
|                | Jean-Pierre Gabriel     | FN             | 1 204        | 16,28        |
|                | Pierre Brahim           | Verts          | 949          | 12,83        |
|                | Francoise Van Melkebeke | PS             | 928          | 12,55        |
|                | Robert Raffy            | PCF            | 577          | 7,80         |
|                |                         |                |              |              |
| Inscrits       | Inscrits                | Inscrits       | 10 812       | 100,00       |
| Abstention     | Abstention              | Abstention     | 2 989        | 27,65        |
| Votants        | Votants                 | Votants        | 7 823        | 72,35        |
| Blancs et nuls | Blancs et nuls          | Blancs et nuls | 427          | 5,46         |
| Exprimés       | Exprimés                | Exprimés       | 7 396        | 94,54        |

*sortant

### Canton de Creil-Nogent-sur-Oise
| Candidats      | Candidats      | Étiquette      | Premier tour | Premier tour | Second tour | Second tour |
| Candidats      | Candidats      | Étiquette      | Voix         | %            | Voix        | %           |
| -------------- | -------------- | -------------- | ------------ | ------------ | ----------- | ----------- |
|                | Claude Brunet* | DVD            | 3 870        | 37,59        | 4 337       | 45,69       |
|                | Gérard Weyn    | PS             | 2 498        | 24,26        | 3 388       | 35,69       |
|                | Claude Faivret | FN             | 1 830        | 17,77        | 1 767       | 18,62       |
|                | René Siegfried | Verts          | 1 234        | 11,99        |             |             |
|                | Claude Lecerf  | PCF            | 864          | 8,39         |             |             |
|                |                |                |              |              |             |             |
| Inscrits       | Inscrits       | Inscrits       | 16 377       | 100,00       | 16 377      | 100,00      |
| Abstention     | Abstention     | Abstention     | 5 644        | 34,46        | 6 463       | 39,46       |
| Votants        | Votants        | Votants        | 10 733       | 65,54        | 9 914       | 60,54       |
| Blancs et nuls | Blancs et nuls | Blancs et nuls | 437          | 4,07         | 422         | 4,26        |
| Exprimés       | Exprimés       | Exprimés       | 10 296       | 95,93        | 9 492       | 95,74       |

*sortant

### Canton de Crépy-en-Valois
| Candidats      | Candidats            | Étiquette      | Premier tour | Premier tour | Second tour | Second tour |
| Candidats      | Candidats            | Étiquette      | Voix         | %            | Voix        | %           |
| -------------- | -------------------- | -------------- | ------------ | ------------ | ----------- | ----------- |
|                | Philippe Callens     | RPR            | 4 086        | 32,26        | 6 672       | 55,96       |
|                | Gilles Masure*       | PCF            | 3 017        | 23,82        | 5 251       | 44,04       |
|                | Jean-Paul Letourneur | FN             | 1 787        | 14,11        |             |             |
|                | Alain de Smet        | Verts          | 1 546        | 12,20        |             |             |
|                | Jérôme Furet         | PS             | 1 438        | 11,35        |             |             |
|                | Michel Mackay        | DVD            | 793          | 6,26         |             |             |
|                |                      |                |              |              |             |             |
| Inscrits       | Inscrits             | Inscrits       | 18 514       | 100,00       | 18 515      | 100,00      |
| Abstention     | Abstention           | Abstention     | 5 094        | 27,51        | 5 753       | 31,07       |
| Votants        | Votants              | Votants        | 13 420       | 72,49        | 12 762      | 68,93       |
| Blancs et nuls | Blancs et nuls       | Blancs et nuls | 753          | 5,61         | 839         | 6,57        |
| Exprimés       | Exprimés             | Exprimés       | 12 667       | 94,39        | 11 923      | 93,43       |

*sortant

### Canton de Crèvecoeur-le-Grand
| Candidats      | Candidats              | Étiquette      | Premier tour | Premier tour |
| Candidats      | Candidats              | Étiquette      | Voix         | %            |
| -------------- | ---------------------- | -------------- | ------------ | ------------ |
|                | Pierre Varlet*         | RPR            | 2 417        | 66,46        |
|                | Thibaud Viguier        | PS             | 598          | 16,44        |
|                | Maurice Fremaux        | FN             | 310          | 8,52         |
|                | Michel Fontaine        | Verts          | 225          | 6,19         |
|                | Marie-France Boyeldieu | PCF            | 87           | 2,39         |
|                |                        |                |              |              |
| Inscrits       | Inscrits               | Inscrits       | 4 685        | 100,00       |
| Abstention     | Abstention             | Abstention     | 878          | 18,74        |
| Votants        | Votants                | Votants        | 3 807        | 81,26        |
| Blancs et nuls | Blancs et nuls         | Blancs et nuls | 170          | 4,47         |
| Exprimés       | Exprimés               | Exprimés       | 3 637        | 95,53        |

*sortant

### Canton de Formerie
| Candidats      | Candidats      | Étiquette      | Premier tour | Premier tour | Second tour | Second tour |
| Candidats      | Candidats      | Étiquette      | Voix         | %            | Voix        | %           |
| -------------- | -------------- | -------------- | ------------ | ------------ | ----------- | ----------- |
|                | Gérard Decorde | RPR            | 1 922        | 44,83        | 2 270       | 51,74       |
|                | Hervé Joron*   | PS             | 1 550        | 36,16        | 2 117       | 48,26       |
|                | Guy Renonciat  | FN             | 349          | 8,14         |             |             |
|                | Roland Dore    | Verts          | 341          | 7,95         |             |             |
|                | Claude Dubois  | PCF            | 125          | 2,92         |             |             |
|                |                |                |              |              |             |             |
| Inscrits       | Inscrits       | Inscrits       | 5 599        | 100,00       | 5 599       | 100,00      |
| Abstention     | Abstention     | Abstention     | 1 101        | 19,66        | 1 053       | 18,81       |
| Votants        | Votants        | Votants        | 4 498        | 80,34        | 4 546       | 81,19       |
| Blancs et nuls | Blancs et nuls | Blancs et nuls | 211          | 4,69         | 159         | 3,50        |
| Exprimés       | Exprimés       | Exprimés       | 4 287        | 95,31        | 4 387       | 96,50       |

*sortant

### Canton de Froissy
| Candidats      | Candidats        | Étiquette      | Premier tour | Premier tour |
| Candidats      | Candidats        | Étiquette      | Voix         | %            |
| -------------- | ---------------- | -------------- | ------------ | ------------ |
|                | Alain Vasselle*  | RPR            | 2 127        | 67,80        |
|                | Xavier Joly      | PS             | 345          | 11,00        |
|                | André Debaisieux | FN             | 294          | 9,37         |
|                | Edith Malley     | Verts          | 250          | 7,97         |
|                | Gérard Demonchy  | PCF            | 121          | 3,86         |
|                |                  |                |              |              |
| Inscrits       | Inscrits         | Inscrits       | 4 016        | 100,00       |
| Abstention     | Abstention       | Abstention     | 711          | 17,70        |
| Votants        | Votants          | Votants        | 3 305        | 82,30        |
| Blancs et nuls | Blancs et nuls   | Blancs et nuls | 168          | 5,08         |
| Exprimés       | Exprimés         | Exprimés       | 3 137        | 94,92        |

*sortant

### Canton de Guiscard
| Candidats      | Candidats                   | Étiquette      | Premier tour | Premier tour |
| Candidats      | Candidats                   | Étiquette      | Voix         | %            |
| -------------- | --------------------------- | -------------- | ------------ | ------------ |
|                | Jean-Louis Coqset*          | PS             | 1 646        | 51,97        |
|                | Charles Sara                | RPR            | 896          | 28,29        |
|                | Monique Chobeau             | FN             | 295          | 9,31         |
|                | Francois Yerro              | PCF            | 167          | 5,27         |
|                | Jacqueline Quillere Pauquet | Verts          | 163          | 5,15         |
|                |                             |                |              |              |
| Inscrits       | Inscrits                    | Inscrits       | 4 323        | 100,00       |
| Abstention     | Abstention                  | Abstention     | 1 046        | 24,20        |
| Votants        | Votants                     | Votants        | 3 277        | 75,80        |
| Blancs et nuls | Blancs et nuls              | Blancs et nuls | 110          | 3,36         |
| Exprimés       | Exprimés                    | Exprimés       | 3 167        | 96,64        |

*sortant

### Canton de Lassigny
| Candidats      | Candidats       | Étiquette      | Premier tour | Premier tour |
| Candidats      | Candidats       | Étiquette      | Voix         | %            |
| -------------- | --------------- | -------------- | ------------ | ------------ |
|                | Pierre Dubois*  | RPR            | 1 968        | 53,84        |
|                | Danielle Devos  | PS             | 506          | 13,84        |
|                | Xavier Buchet   | FN             | 492          | 13,46        |
|                | Danièle Caudron | Verts          | 460          | 12,59        |
|                | Roger Pereira   | PCF            | 229          | 6,27         |
|                |                 |                |              |              |
| Inscrits       | Inscrits        | Inscrits       | 5 193        | 100,00       |
| Abstention     | Abstention      | Abstention     | 1 306        | 25,15        |
| Votants        | Votants         | Votants        | 3 887        | 74,85        |
| Blancs et nuls | Blancs et nuls  | Blancs et nuls | 232          | 5,97         |
| Exprimés       | Exprimés        | Exprimés       | 3 655        | 94,03        |

*sortant

### Canton de Marseille-en-Beauvaisis
| Candidats      | Candidats          | Étiquette      | Premier tour | Premier tour |
| Candidats      | Candidats          | Étiquette      | Voix         | %            |
| -------------- | ------------------ | -------------- | ------------ | ------------ |
|                | Jean-Paul Callens* | RPR            | 1 959        | 51,03        |
|                | Philippe Topin     | PS             | 858          | 22,35        |
|                | Georges Toutain    | Verts          | 443          | 11,54        |
|                | Jean Deeves        | FN             | 388          | 10,11        |
|                | Louis Bertrand     | PCF            | 191          | 4,98         |
|                |                    |                |              |              |
| Inscrits       | Inscrits           | Inscrits       | 4 912        | 100,00       |
| Abstention     | Abstention         | Abstention     | 864          | 17,59        |
| Votants        | Votants            | Votants        | 4 048        | 82,41        |
| Blancs et nuls | Blancs et nuls     | Blancs et nuls | 209          | 5,16         |
| Exprimés       | Exprimés           | Exprimés       | 3 839        | 94,84        |

*sortant

### Canton de Mouy
| Candidats      | Candidats          | Étiquette      | Premier tour | Premier tour | Second tour | Second tour |
| Candidats      | Candidats          | Étiquette      | Voix         | %            | Voix        | %           |
| -------------- | ------------------ | -------------- | ------------ | ------------ | ----------- | ----------- |
|                | Jean Sylla*        | PCF            | 1 921        | 30,53        | 2 602       | 43,39       |
|                | Claude Harout      | DVD            | 1 838        | 29,21        | 2 574       | 42,92       |
|                | Jean-Jacques Leroy | FN             | 1 032        | 16,40        | 821         | 13,69       |
|                | Daniel Valiergue   | Verts          | 891          | 14,16        |             |             |
|                | Gérard Bras        | PS             | 611          | 9,71         |             |             |
|                |                    |                |              |              |             |             |
| Inscrits       | Inscrits           | Inscrits       | 9 027        | 100,00       | 9 027       | 100,00      |
| Abstention     | Abstention         | Abstention     | 2 440        | 27,03        | 2 798       | 31,00       |
| Votants        | Votants            | Votants        | 6 587        | 72,97        | 6 229       | 69,00       |
| Blancs et nuls | Blancs et nuls     | Blancs et nuls | 294          | 4,46         | 232         | 3,72        |
| Exprimés       | Exprimés           | Exprimés       | 6 293        | 95,54        | 5 997       | 96,28       |

*sortant

### Canton de Noailles
| Candidats      | Candidats             | Étiquette      | Premier tour | Premier tour |
| Candidats      | Candidats             | Étiquette      | Voix         | %            |
| -------------- | --------------------- | -------------- | ------------ | ------------ |
|                | Jean-François Mancel* | RPR            | 4 539        | 53,74        |
|                | Gérard Chatin         | PS             | 1 039        | 12,30        |
|                | Robert Laville        | FN             | 1 038        | 12,29        |
|                | Bernard Lahitte       | Verts          | 941          | 11,14        |
|                | Viviane d'Hersignerie | PCF            | 890          | 10,54        |
|                |                       |                |              |              |
| Inscrits       | Inscrits              | Inscrits       | 12 249       | 100,00       |
| Abstention     | Abstention            | Abstention     | 3 441        | 28,09        |
| Votants        | Votants               | Votants        | 8 808        | 71,91        |
| Blancs et nuls | Blancs et nuls        | Blancs et nuls | 361          | 4,10         |
| Exprimés       | Exprimés              | Exprimés       | 8 447        | 95,90        |

*sortant

### Canton de Noyon
| Candidats      | Candidats       | Étiquette      | Premier tour | Premier tour |
| Candidats      | Candidats       | Étiquette      | Voix         | %            |
| -------------- | --------------- | -------------- | ------------ | ------------ |
|                | Max Brezillon*  | RPR            | 5 269        | 55,21        |
|                | Michel Guiniot  | FN             | 1 788        | 18,74        |
|                | André Pauquet   | Verts          | 942          | 9,87         |
|                | Claude Taschini | PS             | 889          | 9,32         |
|                | Daniel Philippe | PCF            | 655          | 6,86         |
|                |                 |                |              |              |
| Inscrits       | Inscrits        | Inscrits       | 14 209       | 100,00       |
| Abstention     | Abstention      | Abstention     | 4 257        | 29,96        |
| Votants        | Votants         | Votants        | 9 952        | 70,04        |
| Blancs et nuls | Blancs et nuls  | Blancs et nuls | 409          | 4,11         |
| Exprimés       | Exprimés        | Exprimés       | 9 543        | 95,89        |

*sortant

### Canton de Pont-Sainte-Maxence
| Candidats      | Candidats           | Étiquette      | Premier tour | Premier tour | Second tour | Second tour |
| Candidats      | Candidats           | Étiquette      | Voix         | %            | Voix        | %           |
| -------------- | ------------------- | -------------- | ------------ | ------------ | ----------- | ----------- |
|                | Jean-Claude Hrmo*   | RPR            | 4 278        | 43,00        | 5 969       | 73,17       |
|                | Jean-Luc Pingrenon  | PS             | 1 414        | 14,21        | 2 189       | 26,83       |
|                | Arnould de Charette | FN             | 1 325        | 13,32        |             |             |
|                | Gérard Palteau      | PRG            | 1 072        | 10,77        |             |             |
|                | Michel Bouvier      | Verts          | 1 048        | 10,53        |             |             |
|                | Jean-Pierre Bambier | PCF            | 812          | 8,16         |             |             |
|                |                     |                |              |              |             |             |
| Inscrits       | Inscrits            | Inscrits       | 14 972       | 100,00       | 14 970      | 100,00      |
| Abstention     | Abstention          | Abstention     | 4 588        | 30,64        | 6 095       | 40,71       |
| Votants        | Votants             | Votants        | 10 384       | 69,36        | 8 875       | 59,29       |
| Blancs et nuls | Blancs et nuls      | Blancs et nuls | 435          | 4,19         | 717         | 8,08        |
| Exprimés       | Exprimés            | Exprimés       | 9 949        | 95,81        | 8 158       | 91,92       |

*sortant

### Canton de Ribecourt-Dreslincourt
| Candidats      | Candidats            | Étiquette      | Premier tour | Premier tour | Second tour | Second tour |
| Candidats      | Candidats            | Étiquette      | Voix         | %            | Voix        | %           |
| -------------- | -------------------- | -------------- | ------------ | ------------ | ----------- | ----------- |
|                | Patrice Carvalho     | PCF            | 2 716        | 25,20        | 4 255       | 41,12       |
|                | Jean Parverie        | RPR            | 1 863        | 17,29        | 3 081       | 29,78       |
|                | Jean-Claude Lefebvre | Verts          | 1 771        | 16,43        | 3 011       | 29,10       |
|                | Roland Florian*      | PS             | 1 707        | 15,84        | Retrait     | Retrait     |
|                | Alain Brekiesz       | GE             | 1 007        | 9,34         |             |             |
|                | Pierre Boningre      | FN             | 1 001        | 9,29         |             |             |
|                | Claude Gouigoux      | UDF            | 712          | 6,61         |             |             |
|                |                      |                |              |              |             |             |
| Inscrits       | Inscrits             | Inscrits       | 15 722       | 100,00       | 15 722      | 100,00      |
| Abstention     | Abstention           | Abstention     | 4 477        | 28,48        | 5 075       | 32,28       |
| Votants        | Votants              | Votants        | 11 245       | 71,52        | 10 647      | 67,72       |
| Blancs et nuls | Blancs et nuls       | Blancs et nuls | 468          | 4,16         | 300         | 2,82        |
| Exprimés       | Exprimés             | Exprimés       | 10 777       | 95,84        | 10 347      | 97,18       |

*sortant

### Canton de Saint-Just-en-Chaussée
| Candidats      | Candidats               | Étiquette      | Premier tour | Premier tour | Second tour | Second tour |
| Candidats      | Candidats               | Étiquette      | Voix         | %            | Voix        | %           |
| -------------- | ----------------------- | -------------- | ------------ | ------------ | ----------- | ----------- |
|                | Jean-Pierre Braine*     | PS             | 3 382        | 43,89        | 3 964       | 57,05       |
|                | David Lacombled         | UDF            | 1 900        | 24,66        | 2 984       | 42,95       |
|                | Alain Deflers           | PCF            | 918          | 11,91        |             |             |
|                | Jean-Francis Bocquillet | FN             | 847          | 10,99        |             |             |
|                | Michel Bourdoncle       | Verts          | 659          | 8,55         |             |             |
|                |                         |                |              |              |             |             |
| Inscrits       | Inscrits                | Inscrits       | 10 403       | 100,00       | 10 403      | 100,00      |
| Abstention     | Abstention              | Abstention     | 2 245        | 21,58        | 2 954       | 28,40       |
| Votants        | Votants                 | Votants        | 8 158        | 78,42        | 7 449       | 71,60       |
| Blancs et nuls | Blancs et nuls          | Blancs et nuls | 452          | 5,54         | 501         | 6,73        |
| Exprimés       | Exprimés                | Exprimés       | 7 706        | 94,46        | 6 948       | 93,27       |

*sortant

### Canton de Senlis
| Candidats      | Candidats             | Étiquette      | Premier tour | Premier tour | Second tour | Second tour |
| Candidats      | Candidats             | Étiquette      | Voix         | %            | Voix        | %           |
| -------------- | --------------------- | -------------- | ------------ | ------------ | ----------- | ----------- |
|                | Pierre Boquet*        | UDF            | 6 338        | 48,80        | 6 538       | 57,64       |
|                | Madeleine Delacommune | FN             | 2 159        | 16,62        | 1 928       | 17,00       |
|                | Thierry Lorillon      | Verts          | 2 016        | 15,52        | 2 876       | 25,36       |
|                | Jean Piret            | PS             | 1 450        | 11,16        |             |             |
|                | Jacky Petiteau        | PCF            | 625          | 4,81         |             |             |
|                | Milica Bonnisseau     | DVD            | 400          | 3,08         |             |             |
|                |                       |                |              |              |             |             |
| Inscrits       | Inscrits              | Inscrits       | 19 846       | 100,00       | 19 846      | 100,00      |
| Abstention     | Abstention            | Abstention     | 6 345        | 31,97        | 8 047       | 40,55       |
| Votants        | Votants               | Votants        | 13 501       | 68,03        | 11 799      | 59,45       |
| Blancs et nuls | Blancs et nuls        | Blancs et nuls | 513          | 3,80         | 457         | 3,87        |
| Exprimés       | Exprimés              | Exprimés       | 12 988       | 96,20        | 11 342      | 96,13       |

*sortant

### Canton de Songeons
| Candidats      | Candidats         | Étiquette      | Premier tour | Premier tour | Second tour | Second tour |
| Candidats      | Candidats         | Étiquette      | Voix         | %            | Voix        | %           |
| -------------- | ----------------- | -------------- | ------------ | ------------ | ----------- | ----------- |
|                | Brigitte Magnier* | UDF            | 1 553        | 42,42        | 1 901       | 56,81       |
|                | Raymond Laffolley | PRG            | 989          | 27,01        | 1 445       | 43,19       |
|                | Philippe Benard   | DVD            | 414          | 11,31        |             |             |
|                | Patrick Brocard   | FN             | 296          | 8,09         |             |             |
|                | Thérèse Audier    | Verts          | 266          | 7,27         |             |             |
|                | Roger Richeveau   | PCF            | 143          | 3,91         |             |             |
|                |                   |                |              |              |             |             |
| Inscrits       | Inscrits          | Inscrits       | 4 635        | 100,00       | 4 635       | 100,00      |
| Abstention     | Abstention        | Abstention     | 843          | 18,19        | 1 125       | 24,27       |
| Votants        | Votants           | Votants        | 3 792        | 81,81        | 3 510       | 75,73       |
| Blancs et nuls | Blancs et nuls    | Blancs et nuls | 131          | 3,45         | 164         | 4,67        |
| Exprimés       | Exprimés          | Exprimés       | 3 661        | 96,55        | 3 346       | 95,33       |

*sortant